# Omegle
Omegle (オメグル、[oʊˈmɛɡəl] oh-MEG-əl)は、かつて存在した無料のWebサービス。
利用者同士を1対1で無作為に結び付け、匿名で対話できるようにしたものである。2009年から運用され、2023年にサービスを終了した。

## 作成
このサイトは、当時18歳であったアメリカ合衆国バーモント州ブラトルボロ出身のLeif K-Brooksによって作成され、2009年3月に公開された。公開から1か月も経たないうちに、Omegleは1日あたり約150,000閲覧数を獲得した。2010年3月には、ビデオチャット機能が導入された。

## 中国への批判
Omegleは中国共産党を批判し、2019年から2020年の香港の抗議活動への支持を表明し、フロントページにアメリカ国旗の画像を追加し、「習近平は確かにくまのプーさんに似ている」という言葉を追加した。

## 一部利用者の人種差別
COVID-19パンデミックの間、Omegleは多くの人種差別的なコンテンツを持つオルタナ右翼利用者によって使用され、ヘイトスピーチで少数民族や女性をハラスメントした。2020年には、2人の10代の若者が「BLM」、「KKK」、「人種差別主義者」というキーワードを使用して利用者とマッチングし、多くのマッチング相手が人種差別的な発言をされたと報告した。2020年、TikTok利用者のJohan Bradleyは、2人の10代の少年がJohanを「ニガー」、「奴隷」と呼び、鞭打ちの音を立てる動画を投稿した。Omegle利用者は高校生徒てあることと通学先を特定され、学区の教育長は彼らに対して懲戒処分を開始した。2020年、名誉毀損防止同盟はOmegleにおける反ユダヤ主義と極右荒らしの調査を開始した。オーストラリア人の白人至上主義者であり、元YouTuberであるTor Brookes（OmegleではPhilip Hedleyという別名を使用していたが、一般的には「CatboyKami」として知られている）は、アリゾナ州フェニックスで開催された「Stop the steal」集会に参加した後、極右サークルでこのサイトを普及させた。彼はOmegleだけでなく、BitChute、Discord、Telegramでも陰謀論や極右思想を宣伝しており、例えば、ジョージ・フロイド殺害事件を模倣した動画などがある。彼のコンテンツには、人種差別的な中傷や、他の民族集団を嘲笑するための人種差別的な扮装（ブラックフェイスメイクを含む）が含まれている。Omegleを使用していた他の著名な白人至上主義者には、アメリカ人のPaul Miller（別名GypsyCrusaderを使用し、コミックの悪役ジョーカーとリドラーに扮して人種差別的なメッセージを広めていた）や、カナダ人のBrandon Martinez（民主党に関連するキーワードを入力して左翼利用者とマッチングし、ハラスメントしていた）などがいる。

## 児童性的虐待
2010年、K-Brooksはサイト上の性的コンテンツについて失望を表明した。ビデオチャットはヌードや性的コンテンツを表示した利用者のIPアドレスにフラグを立てるために監視されていたが、Omegleはチャットの開始時に不適切な素材が未成年者に視聴されるのを防ぐための放送遅延機能を備えていなかった。2013年初頭以前は、このサイトはわいせつな表現をフィルタリングする機能がなく、利用者はしばしばヌードや性的コンテンツに遭遇していた。当時子供だった元利用者は、サイト閉鎖後に自分の経験を報告し、「とても多くの男性器を見た」と述べ、自傷行為を行う人々についても言及した。
当初は、13歳児は親または保護者の許可があればウェブサイトを使用できた。多くの地方および州の法執行機関は、COVID-19のロックダウン中に、特に10代の若者の間でOmegleの人気が急上昇した際に、未成年者の性的搾取が増加していることについて警告を発した。
2020年、カナダの教師がOmegleで児童ポルノを配信した後、オンタリオ州ゲルフの自宅で逮捕された。彼は2022年に複数の刑事告発で有罪を認めた。2021年、オーストラリアの男性がニューサウスウェールズ州セントラルコーストの自宅で、Omegleを使って児童買春を勧誘した疑いで逮捕された。
2022年には、ウェブサイトの使用が18歳以上の人に限定されるよう規則が更新された。

### 閉鎖
閉鎖当時、Omegleは2200万ドルの訴訟に直面していた。この訴訟は2019年に、児童性的搾取の被害者となったオレゴン州の利用者によって提起されたものであった。2014年、当時11歳だった原告はOmegleでカナダ人の小児性愛者に出会い、デジタル性奴隷になるよう強要された。訴訟では、Omegleが「Omegleは捕食者が使用していることが知られているため、注意してください」というスプラッシュスクリーンの警告により、未成年者と小児性愛者のマッチングを意図的に許可したと主張していた。Omegleはこの警告を後に削除した。BBCは、訴訟とサイト閉鎖につながった示談の役割に関する広範な報告書を発表した。この訴訟の原告は報告書内ではイニシャルを用いて「A.M.」と呼ばれており、Omegleはサービスが終了する直前のサイト内メッセージにおいて「A.M.のおかげで、Omegleが利用者に与える影響の深刻さを理解することができました、感謝しています。」と言及した。なお、この謝辞と訴訟へのリンクは、サイトの和解契約の一部であった。2023年11月8日、K-Brooksはサイト運営の課題とウェブサイト閉鎖の最終決定について説明する発表を掲載した。挙げられた課題には、オンラインでの児童搾取や通信サービスへの攻撃が含まれていた。K-Brooksは、インターネットの誤用に関する彼の決定について説明し、インターネット利用者のデジタル権利をサポートするために電子フロンティア財団に寄付することを検討するよう利用者に依頼した。発表のリード文は、C・S・ルイスとダグラス・アダムスの引用で始まった。